# Station Medyka
Station Medyka is een spoorwegstation in de Poolse plaats Medyka.